# عبد الرحيم أحمد
كان عبد الرحيم أحمد ( 1991–1944 ) سياسيًا فلسطينيًا ، وأحد مؤسسي جبهة التحرير العربية . وكان عضوًا في اللجنة التنفيذية لمنظمة التحرير الفلسطينية .

## سيرة
وُلِد أحمد في قرية حديثة في فلسطين الانتدابية عام 1944 .  غادرت عائلته القرية واستقرت في الأردن بعد النكبة عام 1948 .  تخرج من جامعة دمشق حيث حصل على شهادة في الزراعة . 
انضم أحمد إلى النضال العسكري ضد إسرائيل عندما كان مراهقًا .  كان أحد مؤسسي جبهة التحرير العربية ومقرها بغداد والتي تأسست في أبريل 1969 وأصبحت جزءًا من منظمة التحرير الفلسطينية في يوليو من ذلك العام .   تم تعيينه أمينًا عامًا لجبهة التحرير العربية في عام 1975 وظل في هذا المنصب حتى وفاته في عام 1991 .  بعد ولايته ، شهدت جبهة التحرير العربية انقسامًا كبيرًا بين الجماعات المؤيدة للعراق والمؤيدة لياسر عرفات .  تم انتخابه لعضوية اللجنة التنفيذية لمنظمة التحرير الفلسطينية . 
كان أحمد متزوجًا ولديه أربعة أطفال ، ثلاث بنات وابن . 
توفي أحمد بسرطان المخ والرئة في منزله في عمان بالأردن عن عمر يناهز 47 عامًا في 30 يونيو 1991 .   ودُفن في عمان . 